# Dạ hương ngưu
Dạ hương ngưu, còn gọi là bạch đầu ông, bạc đầu nâu, nụ áo hoa tím (danh pháp khoa học Cyanthillium cinereum và đồng nghĩa Vernonia cinerea) là một loài thực vật có hoa trong họ Cúc. Loài này được (L.) H.Rob. miêu tả khoa học đầu tiên năm 1990.